# Umberto Davide
Umberto Davide (Sorrento, 25 agosto 1900 – Sorrento, 5 dicembre 2003) è stato un tenore italiano.

## Biografia
Dotato di una piccola statura ma di una grande voce, nel 1918 cantò Torna a Surriento accompagnato al pianoforte da Ernesto De Curtis, autore della celebre melodia insieme al fratello Giambattista e la eseguì nuovamente nel 1924 in onore di Benito Mussolini.
Nel 1921 ebbe l'onore di conoscere a Sorrento Enrico Caruso, che passò lì gli ultimi giorni della sua vita.
Tra il 1939 e il 1949 divenne famoso anche all'estero con tournée in Argentina, Brasile ed Uruguay, dove venne definito Il tenore più basso del mondo dalla voce d'oro.
Davide fu anche un valente ebanista e nel 1990 venne premiato con una medaglia d'oro dagli artigiani dell'intarsio sorrentino, che lo chiamavano Professore per la sua bravura in quei lavori.
Si spense all'età di 103 anni dopo esser stato sottoposto ad un'operazione di protesi all'anca per ridurre una frattura al femore sinistro a seguito di un banale incidente domestico.